# 新江湾城街道
新江湾城街道，是中华人民共和国上海市杨浦区下辖的一个乡镇级行政单位，位於該區北部。新江湾城街道西起逸仙路、国权北路，北抵军工路，南到政立路，东靠闸殷路、淞沪路，面积8.67平方公里（2013年），现定位为“国际化、智能化、生态化”社区。户籍人口0.68万人（2008年）。2003年7月建立时，正好为当时上海市第100个街道。

## 行政区划

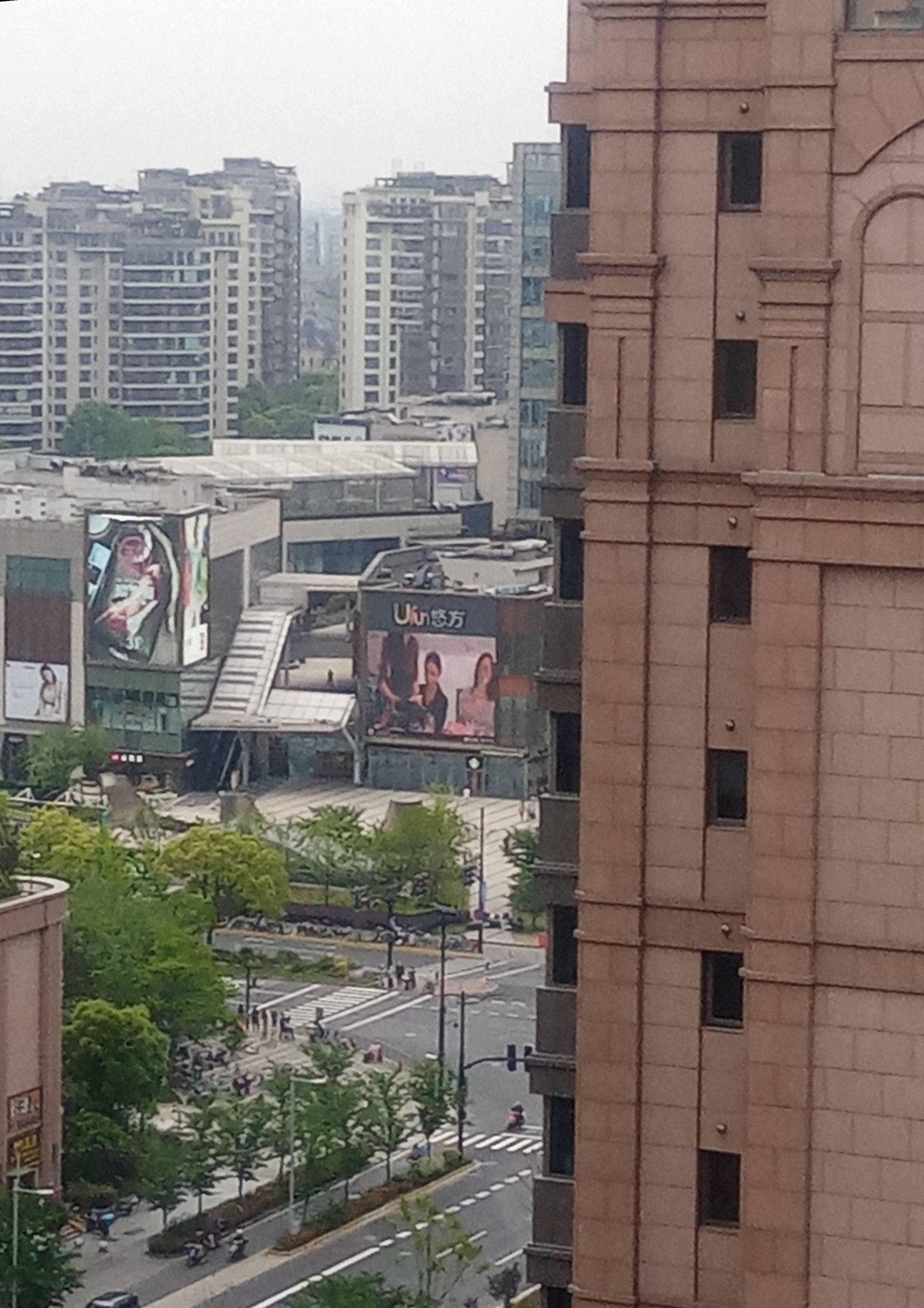
悠方广场

新江湾城街道下辖以下居委会：
政立路第一居委会、时代花园居委会、政立路第二居委会、建德国际公寓居委会、雍景苑居委会、东森涵碧居委会、江湾国际公寓居委会、橡树湾居委会（筹）、加州水郡居委会（筹）、怡庭玺园居委会（筹）和尚景苑居委会（筹）。

## 歷史
新江湾城所处的区域在1996年之前一直是上海江湾机场所在地的大部分，而在1997年江湾机场被废弃后，上海市政府便规划建设新江湾城。1997年4月30日，上海江湾机场用地交还上海市人民政府。同年6月，江湾机场从宝山区划归杨浦区，建立江湾新城办事处（筹）。2003年10月30日，正式建立新江湾城街道办事处。

## 公共交通
上海轨道交通10号线在辖境内设置有国帆路站、新江湾城站、殷高东路站和三门路站。